# 1920 en rugby à XV
Cette page présente les faits marquants de l'année 1920 en rugby à XV : les principales compétitions et évènements liés au rugby à XV et rugby à sept ainsi que les naissances et décès de grandes personnalités de ce sport.

## Principales compétitions
- Currie Cup
- Championnat de France (du ?? ???? 1919 au 26 mai 1920)
- Jeux olympiques (le 5 septembre 1920)
- Tournoi des Cinq Nations (du 1er janvier au 3 avril 1920)

## Événements

### Avril
- 3 avril : l'Angleterre, l'Écosse et le pays de Galles gagnent le Tournoi en 1920 en remportant trois matchs et en concédant une défaite.
- 25 avril : le Stadoceste tarbais est champion de France pour la première fois en battant en finale le Racing club de France sur le score de 8 à 3.

### Mai
- 9 mai : la Haute-Normandie remporte la coupe Revolle en battant en finale le Littoral 10 à 0 à Colombes.

### Juin
- ? juin : le Yorkshire est champion des comtés anglais.
- ? juin : Southland remporte le Ranfurly Shield, trophée sanctionnant une compétition de rugby à XV ouverte aux équipes de provinces néo-zélandaises.
- ? juin : la Western Province remporte la Currie Cup et devient championne d'Afrique du Sud des provinces.

### Septembre
- 5 septembre : l'unique match des Jeux olympiques est disputé entre la France et les États-Unis[1]. La rencontre se déroule devant 20 000 spectateurs et sous la pluie[2]. Les Américains remportent la rencontre sur le score de 8 à 0 et sont sacrés champions olympiques[Note 1],[3]. Cette rencontre n'est pas comptabilisée comme une sélection officielle pour les joueurs français[3].

### Octobre
- 10 octobre : dans la foulée des Jeux olympiques, un test match officiel est organisé par l'Union des sociétés françaises de sports athlétiques (USFSA) entre les équipes de France et des États-Unis[4]. La « revanche d'Anvers » a lieu à Paris dans le stade de Colombes et les Français battent alors les Américains par 14 à 5, inscrivant quatre essais par Eugène Billac, François Borde, Raoul Got et Adolphe Jauréguy[5].

- 11 octobre : la Fédération française de rugby à XV est officiellement créée pour remplacer l'USFSA en tant qu'organe dirigeant du rugby à XV en France et Octave Léry en devient le premier président[4].

## Principales naissances
- 11 septembre : Louis Junquas, joueur français de rugby à XV. († 23 mai 2002).
- 18 octobre : Pierre Aristouy, joueur français de rugby à XV. († 20 avril 1974).